# Fermerswalde
Fermerswalde ist ein Ortsteil der amtsfreien Stadt Herzberg (Elster) im Landkreis Elbe-Elster in Brandenburg. Der Ort befindet sich etwa 6 Kilometer südwestlich der Kreisstadt Herzberg (Elster) und liegt direkt an der Bundesstraße 87.

## Geografie
Fermerswalde befindet sich etwa 6 Kilometer südwestlich der Kreisstadt Herzberg (Elster) und liegt direkt an der Bundesstraße 87 im Nordwesten des Landkreises Elbe-Elster im Grenzgebiet zu den Bundesländern Sachsen und Sachsen-Anhalt. Die Fläche der Gemarkung Fermerswalde beträgt 3,83 km² und befindet sich im Elbe-Elster-Tiefland im Bereich der Schwarzen Elster-Niederung. Im Süden grenzt Fermerswalde an die Gemarkung Beyern (jetzt Ortsteil der Stadt Falkenberg), im Westen an Züllsdorf, im Norden an Buckau und im Osten an Gräfendorf.

## Geschichte

### Ortsname und erste urkundliche Erwähnung

Fermerswalde auf einer geschichtlichen Karte des Kreises Liebenwerda (1910).

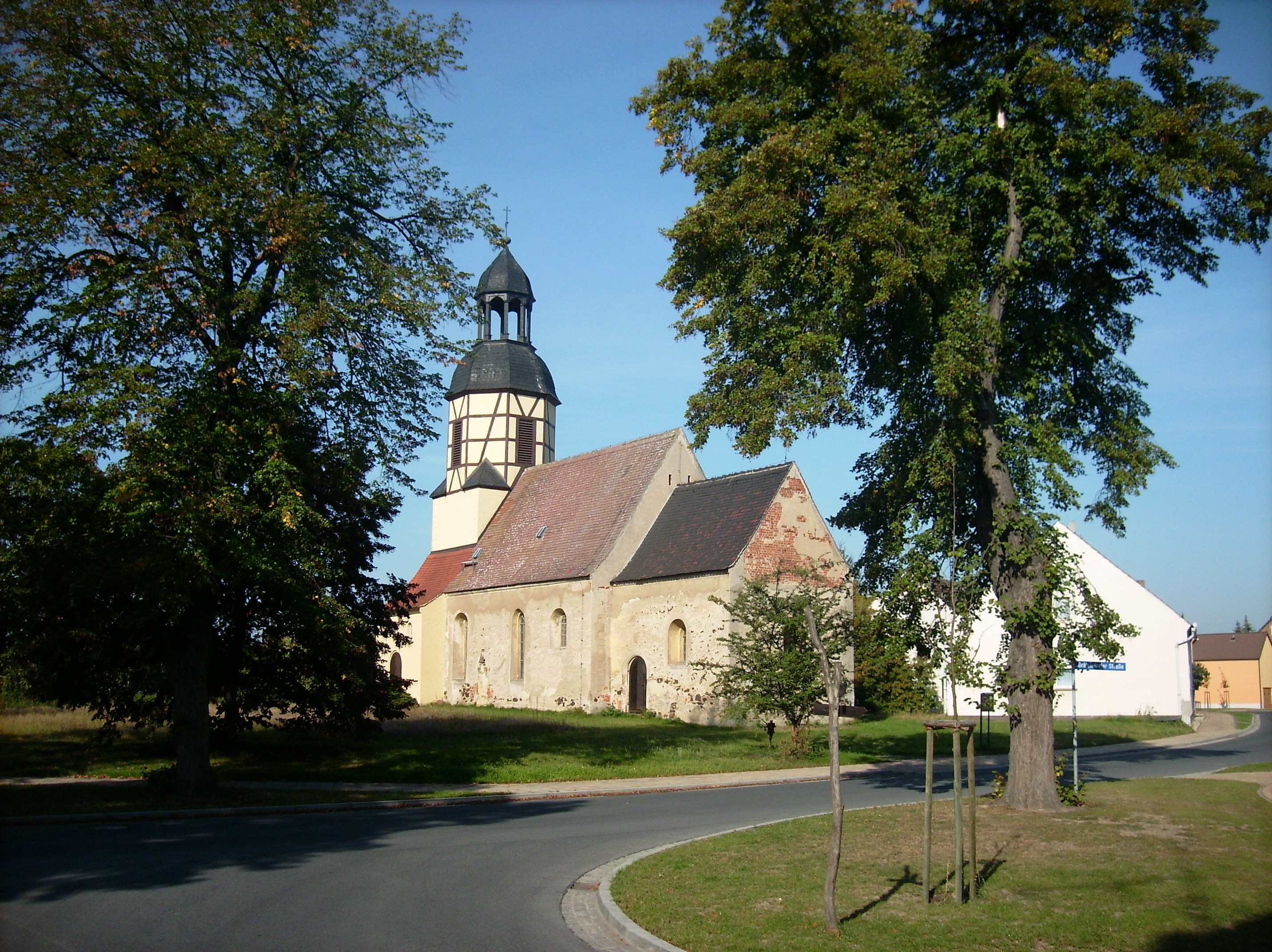
Dorfkirche

Erstmals urkundlich erwähnt wurde das Straßenangerdorf um 1380 als Volmerswalde in einer Schenkungsurkunde des sächsisch-wittenbergischen Herzog Wenzel I. Dieser erlaubte einem Kasper Kum aus Herzberg, Zinsen von Volmerswalde zu verschenken. Spätere Schreibweisen des Ortes lauteten: 1429 Formerswalde, 1444 Bormerswalde, 1460 Vormarswalde, 1486 Volmarswalde, 1529 Firmerßwalde/Formerswalde, 1555 Fromerswalde/Formerswalde/Fermerswalde. Die Ortsnamen bezeichnen die am Walde gelegene Siedlung des Volmar.
In früherer Zeit tritt Fermerswalde auch als Rittersitz in Erscheinung und als ausdrücklich „zu Volkmarswalde“ sesshaft wird 1424 der Besitzer Oswald von Czemen genannt. In der zweiten Hälfte des 15. Jahrhunderts und der ersten Hälfte des 16. Jahrhunderts findet sich hier das vom westthüringischen Dorf Falken stammende und auch im Hainich begüterte Geschlecht der Falk(en), welche in Urkunden als Herzberger Bürger und kurfürstliche Beamte auftreten und auch Rechte über Triestewitz, Arzberg, Nichtewitz und Bleddin besaßen. Die Falk(en) waren ein ursprünglich hessisches Geschlecht, dessen Vertreter in der Verwaltung der Ganerbschaft Treffurt tätig waren. Aus unbekannten Gründen, wandten sich die Falk(en) nach Sachsen und in die Mark. Nach 1555 wird Fermerswalde durch den Kurfürsten August I. von Sachsen (1526–1586) erworben und untersteht fortan der Botmäßigkeit des Amtes Lochau/Annaburg bis zum Jahr 1815.
Für die Jahre 1474 (Besitzer war Mathias von Falk(en)) und 1529 (Besitzerin war Sophie von Falk(en), geborene von Lamberswalde, Witwe des Jorge von Falk(en) und Mutter des Clement von Falk(en)) wird mitgeteilt, dass im Dorf zehn Hüfner und zwei Gärtner ansässig waren. Als der Kurfürst August I. von Sachsen für das Schloss Annaburg einen Tiergarten einrichten und mit einer Mauer umgeben ließ, sollten die zwölf Hüfner und vier Gärtner die zum Vorwerk Fermerswalde gehörten, das damals Erich Falcke besaß, die entsprechenden Baudienste leisten. Der Kurfürst wandelte 1577 diese Dienste in ein Frongeld um.

### Fermerswalde und der Neugraben
In besonderer Weise war Fermerswalde in den Jahren 1576 und 1577 vom Bau des Neugrabens betroffen, welcher von Neumühl an der Schwarzen Elster über Annaburg nach Grabo zur Schwarzen Elster angelegt wurde und in Fermerswalde mitten durch die heute noch vorhandene Nachtheide führte. Durch den Bau wurden gemeindeeigene Ländereien der Nutzung entzogen. Deshalb wandte sich die Dorfschaft 1579 mit einer Beschwerde an den Kurfürsten August von Sachsen und erhielt am 26. August 1579 eine Entschädigung durch Überlassung der „vier Lasswiesen“, welche unmittelbar an die Felder der Gemeinde angrenzten. Zusätzlich musste aber dafür die Gemeinde einen jährlichen Triftzins in Höhe von drei Talern, drei Groschen und sechs Pfennigen zahlen. Der Neugraben verlässt die Schwarze Elster in Neumühl bei Uebigau, tangiert den östlichen Ortsrand von Annaburg und mündet bei Grabo in der Nähe von Jessen wieder in die Schwarze Elster. Der Bau des Neugrabens erfolgten durch den Maurermeister und Baumeister Christof Tendler (um 1540 bis vor 1617) und durch den kursächsischen Oberbergmeister Martin Planer (um 1510–1582) aus Freiberg (Sachsen) unter Beteiligung von bis zu 2300, teils zwangsweise herangezogenen, Arbeitern. Der in früheren Jahren schiffbare Kanal war einst 8 m breit und 30 km lang. Heute beträgt die Breite nur noch 5 bis 7 m bei einer Wassertiefe von 0,1 m bis 0,6 m. Ursprünglich diente der Neugraben nicht der Flößerei. Dies erfolgte erst nach einem Befehl Augusts des Starken vom 4. Mai 1697.

### Fermerswalde in Kriegszeiten
Fermerswalde erlebte wie zahllose andere Dörfer und Städte in Deutschland seinen Niedergang im Dreißigjährigen Krieg, vor allem im Jahr 1637 nach der Brandschatzung durch das schwedische Heer unter General Banner. 1642 wurde Fermerswalde abermals von den Schweden verwüstet. Die schwedischen Truppen lagen damals in Graditz, Kreischau und Zwethau und proviantierten sich bis weit in die Herzberger Gegend. Im Jahre 1672, 24 Jahre nach Ende des Dreißigjährigen Krieges, waren von den vormals vorhandenen 13 Hüfnern und drei Neubauernstellen immer noch drei Hüfner und drei Neubauernstellen als wüst verzeichnet. Erst 1733 war die alte Siedlungsstruktur mit 19 Wirtschaften wieder hergestellt. Doch 1748 legte ein Brand wieder große Teile des Dorfes nieder. Den Abgebrannten wurde die Zahlung des Erbzinses in Höhe von rund 40 Talern erlassen. Für die Jahre 1749 und 1771 werden je 21 Wirtschaften in den Einwohnerlisten der Gemeinde geführt.
Besonders werden die Jahre 1558, 1579, 1622 und 1637 für Fermerswalde als Zeiten mit großer Hungersnot und Teuerung angegeben. Im Jahre 1726 mussten der Gemeinde Erbzins und Triftgeld wegen Wetterschadens sowie Misswuchses und im Jahre 1730 Zinshafer und Triftgeld wegen des an ihren Feldfrüchten erlittenen Schloßenschadens erlassen werden. Weiterhin führten der Erste Schlesische Krieg (1740–1742), der Zweite Schlesische Krieg (1744–1745) und der Siebenjährige Krieg (1756–1763) zu großen Nöten in der Gemeinde. Die Dorfbewohner mussten Gelder für zu werbende Rekruten, für die Anschaffung von Artilleriepferden und für Arbeiten an der Torgauer Elbschanze aufbringen. Am 23. September 1756 wurde die Gemeinde zur Abgabe von Rind- und Schafvieh für die preußische Armee und am 16. Oktober zur Zahlung von 100 Talern und 11 Groschen als Fouragegeld aufgefordert. Deshalb blieben die Dorfeinwohner mit den sonstigen Abgaben im Rückstand. Am 14. November 1763 wurde der Gemeinde wegen der „erlittenen Kriegs-Calamitäten 120 Scheffel rückständiger Zins und Trifthafer“ erlassen.

### Entwicklung im 19. Jahrhundert
Eine erste Schule erhielt Fermerswalde während der Zeit der Befreiungskriege im Jahre 1813. 1853 erfolgte hier ein Neubau. Inzwischen war der Ort infolge der Bestimmungen des Wiener Kongresses vom Königreich Sachsen an das Königreich Preußen angegliedert worden und gehörte seither zur preußischen Provinz Sachsen. In der zweiten Hälfte des 19. Jahrhunderts begann dann allmählich die Industrialisierung der Region, was bald auch auf Fermerswalde Einfluss haben sollte. Durch das Dorf führt die heutige Bundesstraße 87, früher unter anderem als Chaussee Leipzig–Frankfurt oder Preußische Staatschaussee Nr. 33 bezeichnet. Ein erster örtlicher Ausbau erfolgte hier im Jahre 1872. Etwa zur selben Zeit erreichte der Eisenbahnbau Fermerswalde, welches von der Eisenbahnstrecke Falkenberg–Wittenberg tangiert wird und im Jahre 1876 einen eigenen Bahnhof bekam. In dessen Nähe siedelte sich dann auch im Jahre 1909 eine Molkerei an. Kurz zuvor war im Ort bereits ein Sägewerk eröffnet worden.

### Gegenwart
Mit der Eingemeindung zum 31. Dezember 2001 wurde Fermerswalde zu einem Ortsteil der Stadt Herzberg.

## Kultur und Sehenswürdigkeiten

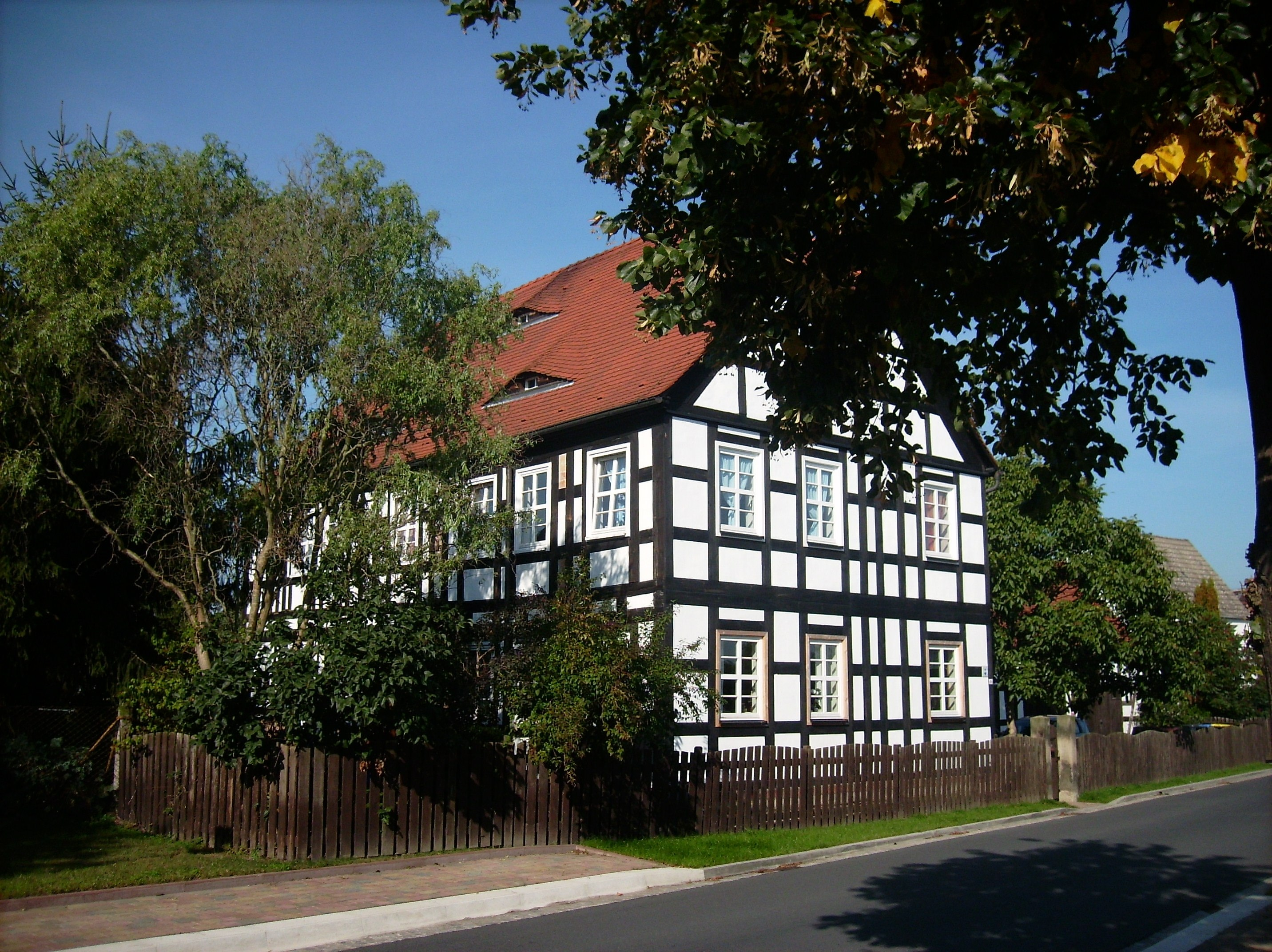
Ehemalige Oberförsterei

- Das Dorfbild der noch etwa 150 Einwohner zählenden Gemeinde wird durch die Fermerswalder Kirche mit ihrem etwa 24 Meter hohen Turm, der die Hofstellen beiderseits der Hauptstraße überragt, geprägt. Der Gebäudebestand reicht, abgesehen von der mittelalterlichen Kirche, bis in das 18. Jahrhundert zurück. Das repräsentativste Gebäudeensemble aus dieser Epoche ist die ebenfalls unter Denkmalschutz stehende ehemalige kurfürstliche Oberförsterei aus dem Jahre 1767.
- Auf der Denkmalschutzliste des Landes Brandenburg befindet sich des Weiteren das Gebäudeensemble des Bahnhofs von Fermerswalde.

## Verkehr

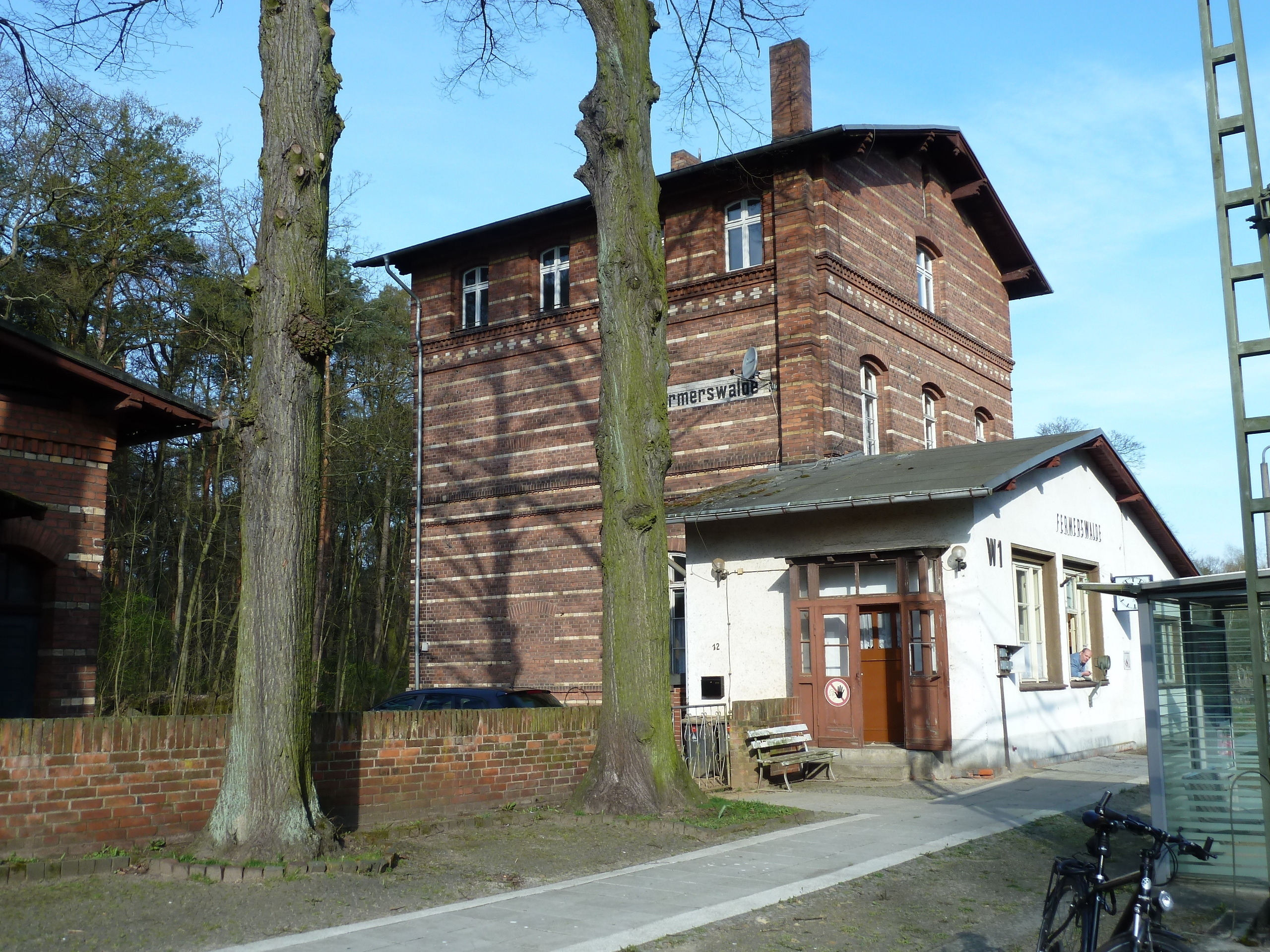
Bahnhofsgebäude

Fermerwalde liegt an der Bahnstrecke Węgliniec–Roßlau. Der örtliche Bahnhof wird von Regionalbahnen der DB Regio fahrplanmäßig angefahren.